# Wendland
Wendland – region historyczno-geograficzny w północnych Niemczech, obejmujący w przybliżeniu powiat Lüchow-Dannenberg w Dolnej Saksonii wraz z okolicami, aż do Pustaci Lüneburskiej. Termin Wendland został po raz pierwszy użyty około 1700 roku przez pastora Christiana Henninga, autora Vocabularium Venedicum, na określenie terenów nad lewym brzegiem dolnej Łaby, gdzie miejscowa ludność wciąż używała jeszcze języka drzewiańsko-połabskiego. Największymi miastami regionu są Wustrow, Lüchow, Dannenberg i Hitzacker. Główną rzeką Wendlandu jest Jeetze, będąca dopływem stanowiącej wschodnią granicę regionu Łaby.
We wczesnym średniowieczu obszary dzisiejszego Wendlandu stanowiły ośrodek osadnictwa Drzewian. Region jeszcze u schyłku wieków średnich zachował swój słowiański charakter, a rozpoczęta w XII wieku kolonizacja niemiecka (tzw. Ostsiedlung) przebiegała tutaj opornie, na co wpłynęły znaczne oddalenie od głównych szlaków komunikacyjnych oraz geograficzna izolacja pasmem Hohe Geest od zachodu i bagnami od południa. Do XVIII wieku wśród miejscowej ludności przetrwał połabski język i obyczaj, przez co stanowił Wendland jedyną obok Łużyc enklawę Słowiańszczyzny w nowożytnych Niemczech. Świadectwem słowiańskiej przeszłości są w Wendlandzie liczne nazewnictwo miejscowe pochodzenia słowiańskiego oraz charakterystyczne wsie o układzie okolnicy.

## Galeria

Mapa administracyjna powiatu Lüchow-Dannenberg
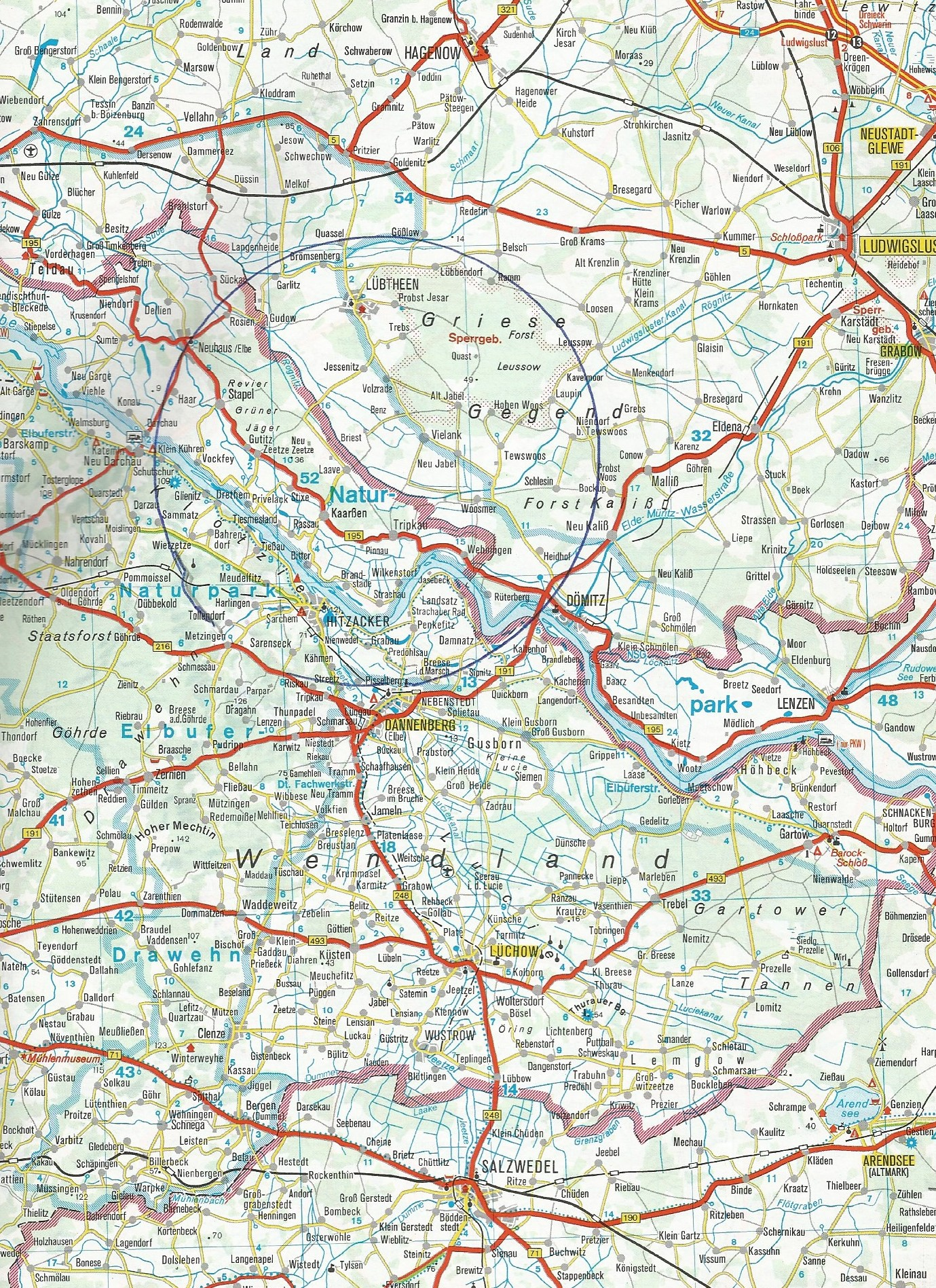
Mapa drogowa Wendlandu
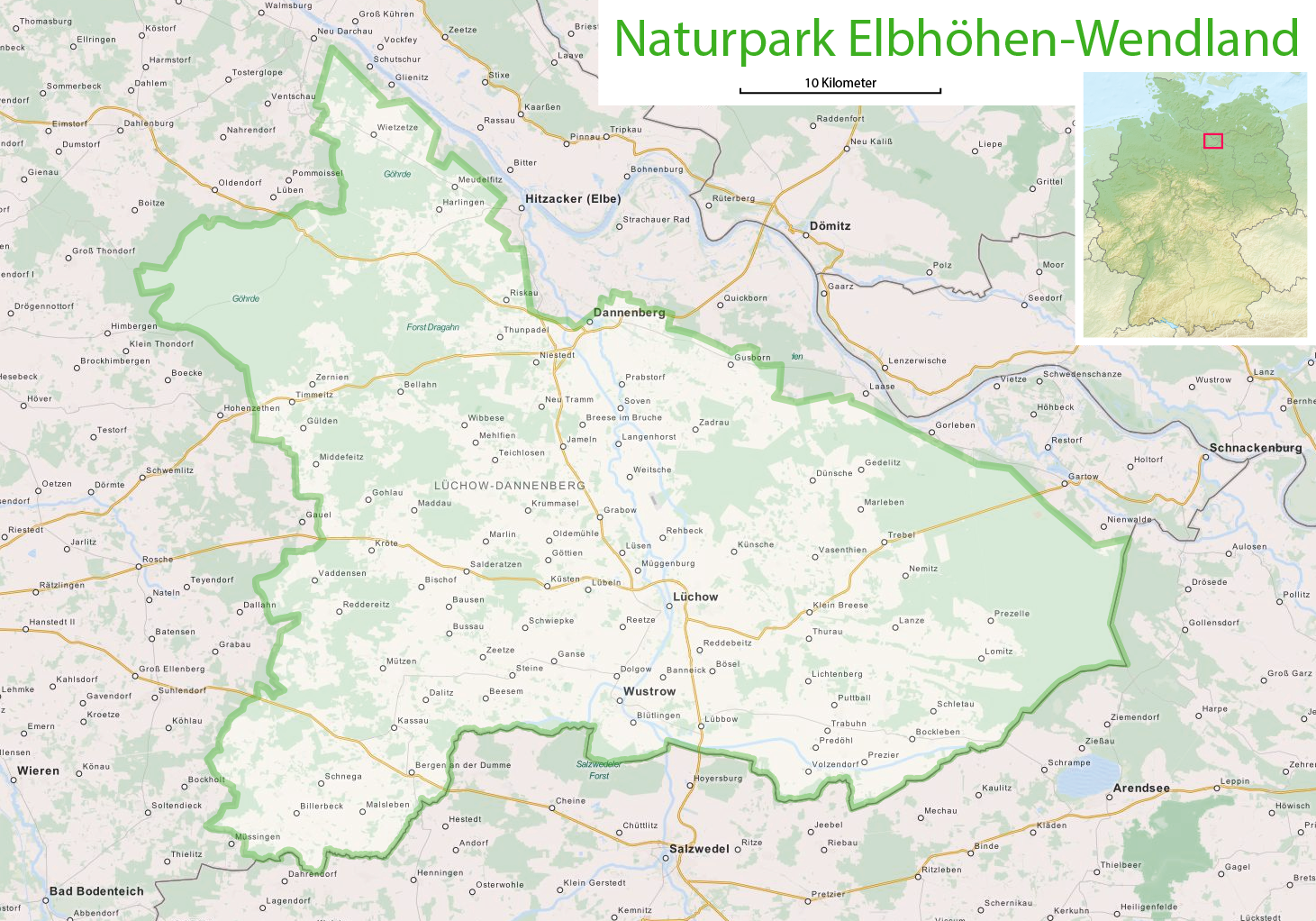
Mapa parku przyrodniczego Elbhöhen-Wendland
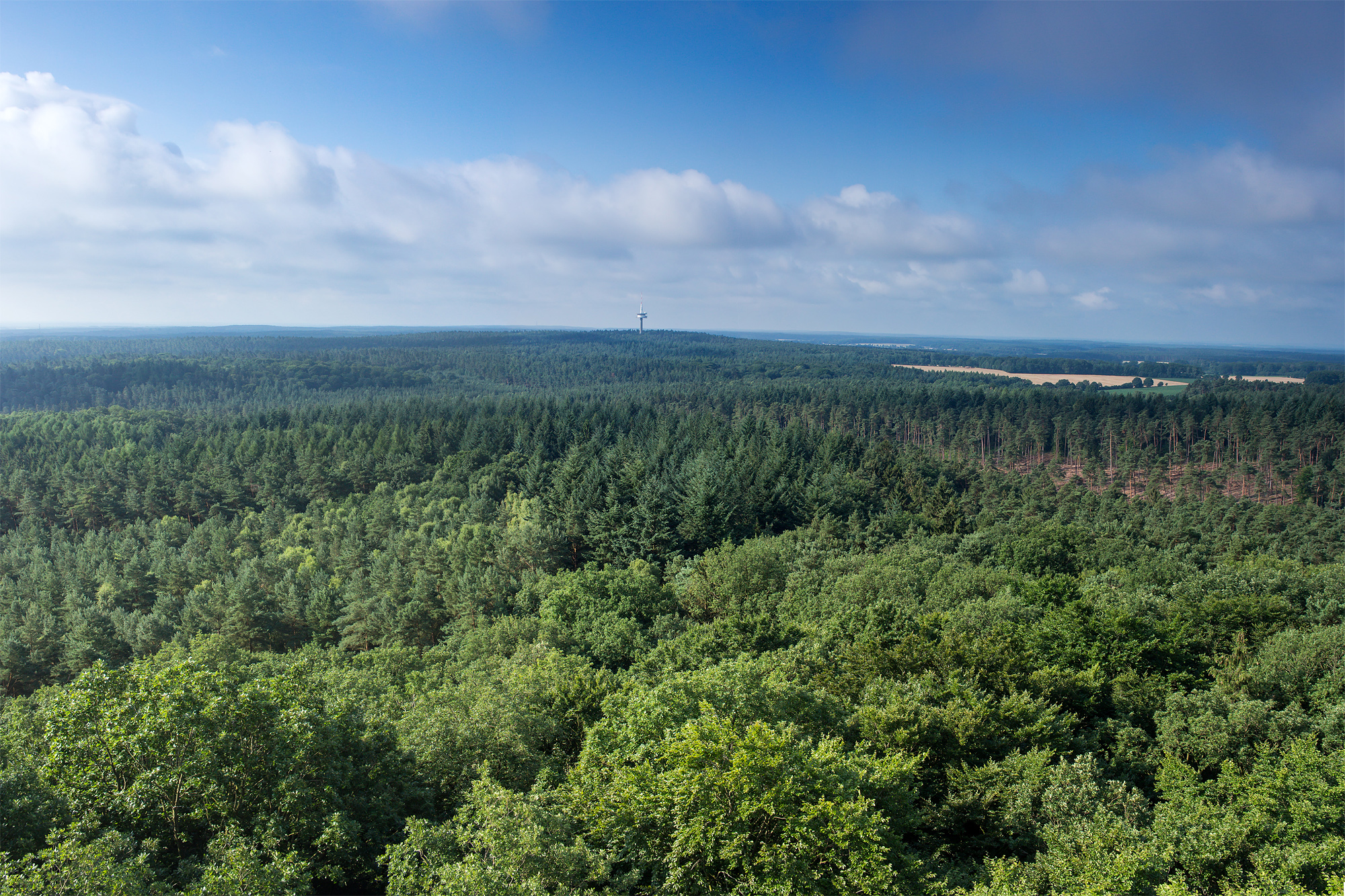
Panorama Wendlandu
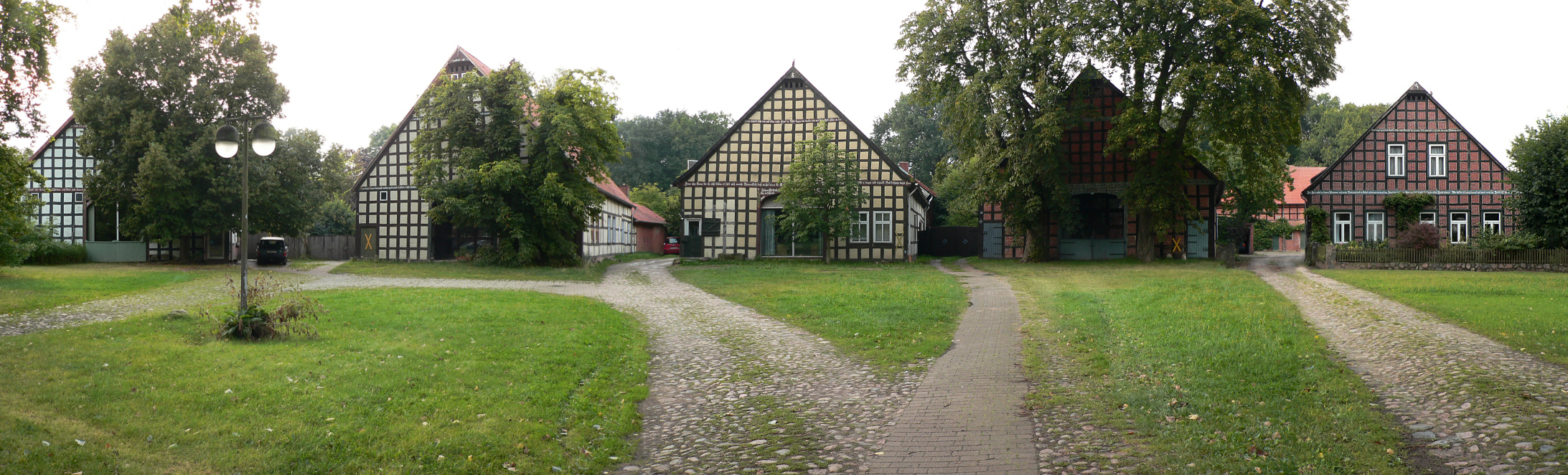
Wieś o układzie okolnicy, położona w pobliżu Lüchow
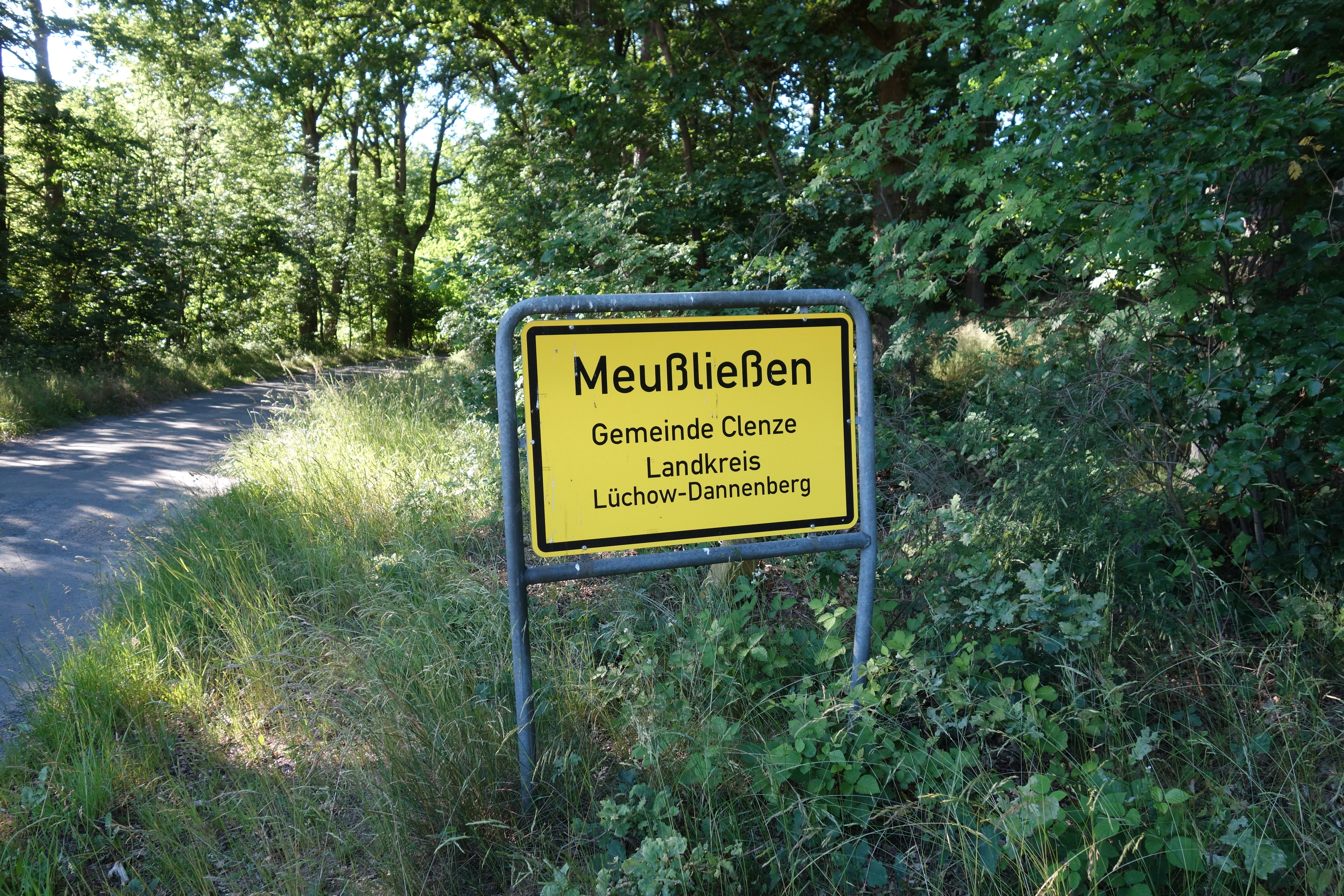
Wjazd do miasta Meußließen